# Cornelius von Rüxleben
Cornelius von Rüxleben (* um 1525 in Auleben; † 12. November 1590 in Leipzig) war ein sächsischer Forst- und Landjägermeister.

## Leben

### Aufstieg
Cornelius von Rüxleben wurde um 1525 auf dem Erbgut Rüxleben in Auleben als siebenter Sohn des Hans Caspar von Rüxleben (1485–1545) und dessen Ehefrau Anna Katharina geb. von Bendeleben geboren. Er entstammte dem Thüringer Adelsgeschlecht von Rüxleben, das im Dorf Rüxleben seit dem 13. Jahrhundert nachweisbar ist. Als junger Mann trat er in die Dienste des gleichaltrigen sächsischen Herzogs August, dessen Freund und Günstling er wurde. Nachdem August 1553 Kurfürst geworden war, ernannte er Rüxleben 1554 zum Jägermeister in Zschopau. Damit hatte dieser die Aufsicht über das Jagdgebiet um die Stadt und bewohnte das Jägermeisterhaus am Schloss Wildeck, das seit 1506 als Sitz der Jagd- und Forstverwaltung diente und von 1545 bis 1547 unter Kurfürst Moritz zum Jagdschloss umgebaut worden war.
1555 heiratete Cornelius von Rüxleben Martha von Breitenbauch, die ihm sechs Söhne (Abraham, Caspar, Cornelius junior, Lorenz, Georg Friedrich, Augustus) und eine Tochter (Katharina) schenkt. Bald darauf erweiterte sich seine Verantwortung beträchtlich: 1559 wird er zum Jägermeister des Gebirgischen Kreises berufen – das Gebiet erstreckt sich von der Elbe bis zum Vogtland. Als solcher war er 1560 maßgeblich an der Errichtung der Holzordnungen in den ihm zuständigen Ämtern beteiligt, die der entstandenen Unordnung in den Wäldern entgegenwirken sollten. Die Jagd als Privileg des Landesherrn hatte bei Hof höchste Priorität, Verstöße wie Wilddieberei wurden drakonisch geahndet. Der Kurfürst ernannte Rüxleben 1560 zum Oberforst- und Landjägermeister und übereignet ihm – als erstes von vielen Geschenken – das Vorwerk Porschendorf (Rittergut Schlößchen), behielt sich aber das Vorkaufsrecht für 1000 Gulden vor (drei Jahre später verzichtete er auf Bitten Rüxlebens selbst darauf). Von seinem Amtsvorgänger Reinert von Reinsberg kaufte Cornelius von Rüxleben 1561 ein Haus am Zschopauer Altmarkt und ließ es abreißen. An seiner Stelle ließ er im gleichen Jahr das „Edelhaus“ (heute Neues Rathaus) errichten, von dem allerdings nur das Eingangsportal original erhalten ist. Dieses wurde von Kurfürst August im gleichen Jahr in ein Mannlehengut umgewandelt, mit dem Bierschank (Recht zum Bierverkauf) versehen und „von allen bürgerlichen Beschwerden, Botmäßigkeiten und dem Gerichtszwang befreit“. Ein Jahr später erhielt Rüxleben das halbe Dorf Gelenau mit allen zugehörigen Frondiensten und 1564 die Vorwerksfelder als „Mannlehen“ verliehen. Im November 1566 ließ er in der Stadtkirche einen neuen Altar mit dem Bildnis seiner Familie errichten. Im Folgejahr schenkte der Kurfürst Rüxleben das Dorf Krumhermersdorf einschließlich der Mühlensteuer und dem Fischrecht. Bald wurde ihm noch größere Verantwortung übertragen: 1568 wurde er zum Jägermeister des Meißnischen Kreises bestallt, der vom Elbsandsteingebirge bis nach Torgau reicht. Aus diesem Grund hielt er sich ab dieser Zeit überwiegend in Dresden auf. In diesem Jahr begann der Bau der benachbarten Augustusburg. 1569 ließ er eine Brücke zu den Vorwerksfeldern über die Zschopau errichten. 1571 erhielt er den Schlossgarten und den alten Jägerhof im Schloss als Lehen. Wie wichtig die Jagd für Kurfürst August war, zeigt ein Fall aus dem Jahr 1575, in dem Rüxleben beauftragt wurde, eine Geldstrafe von 600 Gulden für einen Wilddiebstahl in Werdau einzutreiben, der bereits 12 Jahre zurücklag.
Bei einer persönlichen Zusammenkunft am 17. August 1575 im Jagdhaus zu Sitzenroda begnadete Kurfürst August von Sachsen Rüxleben mit zwei Lehen, die kurz vor dem Rückfall an die Wettiner standen. Das waren die Lehen und Güter der Brüder Caspar und Friedrich von Breitenbach auf Seegeritz und die Güter und Lehen von Hans Friedrich von Tütchenrode, darunter das Vorwerk in Bendeleben.

### Niedergang
Am 19. März 1576 starb Rüxlebens Ehefrau Martha. Die Leichenpredigt wurde am 22. März 1576 durch den Pfarrer und Theologen Valentin Weigel gehalten, der seit 1567 Pfarrer in Zschopau amtierte.
Als sich Rüxleben alkoholisiert im kleinen Kreise abfällig über die kurfürstliche Familie äußerte, denunzierte ihn der Schellenberger Forstmeister Paul Gröbel am Dresdner Hof. Am 16. November 1576 wurde Rüxleben vor den Dresdner Hof- und Appellationsräten wegen Beleidigung der kurfürstlichen Familie angeklagt. Unter Folter gestand er drei Anklagepunkte, musste seine Behauptungen am 19. Dezember 1576 öffentlich widerrufen und sich dabei „dreimal mit eigener Hand auf’s Maul hauen.“ Aus der Gunst des Kurfürsten gefallen (dieser führte selbst aus, dass er Rüxleben außer dem Gehalt von 3000 Gulden mit mehr als 60000 Gulden begnadet gehabt habe), wurde Rüxleben 1577 als Staatsgefangener in die Leipziger Pleißenburg überführt. Sein Vermögen wurde eingezogen, Amtsnachfolger wurde sein Widersacher Paul Gröbel. Die auf Rüxlebens Veranlassung errichtete Brücke wurde 1578 abgerissen und 1580 an anderer Stelle wieder aufgebaut. Den Altar in der Kirche traf 1579 das gleiche Schicksal. Cornelius von Rüxleben starb am 11. oder 12. November 1590 nach 16 Jahren Haft in der Pleißenburg und wurde am 14. November 1590 in der Leipziger Johanniskirche beigesetzt.
Seine Kinder galten als unwürdig und standen zunächst unter der Vormundschaft des Herzogs Friedrich Wilhelm von Sachsen-Weimar und des Kurfürsten Johann Georg von Brandenburg, die nach dem frühen Tod von Augusts Sohn Christian I. 1591 die Verwaltung des Kurfürstentums übernommen hatten. Wenige Monate später wurde Christians ältester Sohn Christian II. im Alter von acht Jahren Kurfürst. Nach Rüxlebens Tod versuchten seine drei Söhne, die Belehnung an den eingezogenen Güter zurückzuerhalten, was ihnen aufgrund der wechselhaften Verhältnisse des Jahres 1591 nicht sofort gelang. Im Zeitraum von 1596 bis 1621 erhielten sie ihren Besitz zurück. Die als „Mannlehen“ übergebenen Besitztümer gehen zunächst an Rüxlebens ältesten Sohn Cornelius und danach an Ludwig von Breitenbauch über. Als dieser kinderlos starb, fielen sie an Kurfürst Johann Georg I. zurück.
In der Leipziger Johanniskirche wurde 1883 bei Bauarbeiten an der Heizungsanlage der Leichnam eines Mannes mit vollem braunem Lockenhaar in der Kleidung eines Landedelmanns aus dem 16. Jahrhundert (mit Reiterstiefeln, ledernen Beinkleidern, bunten Bordüren und einem Wams aus braunem Stoff) gefunden. Aufgrund der Umstände handelt es sich sehr wahrscheinlich um Cornelius von Rüxleben.
In Zschopau führt heute der Cornelius-von-Rüxleben-Weg als Waldweg vom Nesselfleck zum Ziegenrück.

### Belletristische Verarbeitung
- Kurt Wieland: Cornelius von Rüxleben, Jägermeister zu Zschopau. Eine kulturgeschichtliche Erzählung aus dem 16. Jahrhundert. Glückauf, Schwarzenberg 1927.
- Kurt Wieland: Tod in Vater Augusts Kerker. Cornelius von Rüxleben Jägermeister zu Zschopau (= Edition Kammweg. Band 2). Mit einem Nachwort von Klaus Walther und Andreas Eichler. Mironde, Niederfrohna 2008, ISBN 978-3-937654-29-4.